# Émile Cornellie
Émile Cornellie (15 de agosto de 1869 — 27 de dezembro de 1945) foi um velejador belga, campeão olímpico. Ele competiu nos Jogos Olímpicos de Verão de 1920 na classe 6 Metre e conquistou a medalha de ouro na disputa realizada segundo as regras de 1907 a bordo do Edelweiß com Frédéric Bruynseels e Florimond Cornellie.
Cornellie frequentou a Academia Naval enquanto estava no exército e se formou como oficial. Ele serviu em navios de passageiros militares e civis entre Ostende e Dover. Além disso, ele também lecionou na Escola Naval enquanto estava envolvido com a vela. Durante a Primeira Guerra Mundial, Cornellie apoiou as tropas aliadas do mar com barcos torpedeiros e fuzileiros navais. Após a guerra, ele se tornou um conselheiro naval.